# Халил-бег (син султана Орхана I)
Халил-бег (1347–1362) је био османски принц. Отац му је био емир Орхан I, други бег османског бејлика (касније царство). Његова мајка била је принцеза Теодора Кантакузина, ћерка византијског цара Јована VI Кантакузина и царице Ирине Асен. Његово киднаповање био је важан догађај у османско-византијским односима у 14. веку. Убио га је брат султан Мурат I.

## Отмица
Средином XIV века, пиратерија дуж Егејског мора и обала Мраморног мора била је широко распрострањена. Пирати су обично киднаповали људе ради откупнине. Године 1357. киднаповали су Халила код Измита (древне Никомедије) на обали Мраморног мора. Није познато да ли су унапред знали идентитет свог плена, али пошто су то сазнали, побегли су у Фокеју (данашња Фоча) на обали Егеја. Фокеја је била византијска тврђава недавно заузета од Републике Ђенове и њоме је командовао Лав Калотетос. Султан Орхан I је апеловао на византијског цара Андроника IV Палеолога да му спасе сина. Понудио је да откаже византијске дугове и обећао да неће подржати претензије породице Кантакузин на византијски престо. Цар Андроник IV је пристао и покушао да спасе Халила, али Лав није желео да га ослободи и цар Андроник IV је 1358. године, морао да опседне Фокеју са малом флотом од три брода (чије је трошкове платио султан Орхан I). Такође је позвао Иљас - бега, владара Сарухана (мали туркменски беглук у западној Анадолији настао након распада Румског султаната), за заједничку операцију против Фокеје. Међутим, Иљас - бег је играо на обе стране и планирао је да киднапује цара Андроника IV током ловачке забаве. Ипак, цар Андроник IV је успео да предухитри његове планове тако што га је ухапсио. Без сарадње Сарухана, повукао је опсаду. После неуспеха операција из 1358. године, султан Орхан I је дошао у Скадар (данашњи Ускудар) на азијској обали Босфора на разговоре и пристао да плати 30.000 дуката као откупнину. Године 1359. Халил је ослобођен.

## Остатак живота
Као део споразума, Халил је био верен за своју блиску рођаку, принцезу Ирину Палеолог, 10-годишњу ћерку цара Јована V Палеолога. Османски принц и византијска принцеза су се касније венчали и добили два сина. Пошто је Халилов старији брат Сулејман-паша већ био мртав, породица Палеолог се надала да ће га видети као новог владара османског беглука. Али на њихову несрећу, након Орханове смрти, Халилов брат Мурат I је устоличен као нови бег. Иако је Халил покушао да се бори за престо, његов брат га је погубио 1362. године.

## Породица
Халил-бег Османоглу и принцеза Ирина Палеолог су имали два сина:
- Гундуз - бег (1361–1362), погубљен по наређењу султана Мурата I;
- Омер - бег (1362–1362), погубљен по наређењу султана Мурата I.